# Operação Yakhin

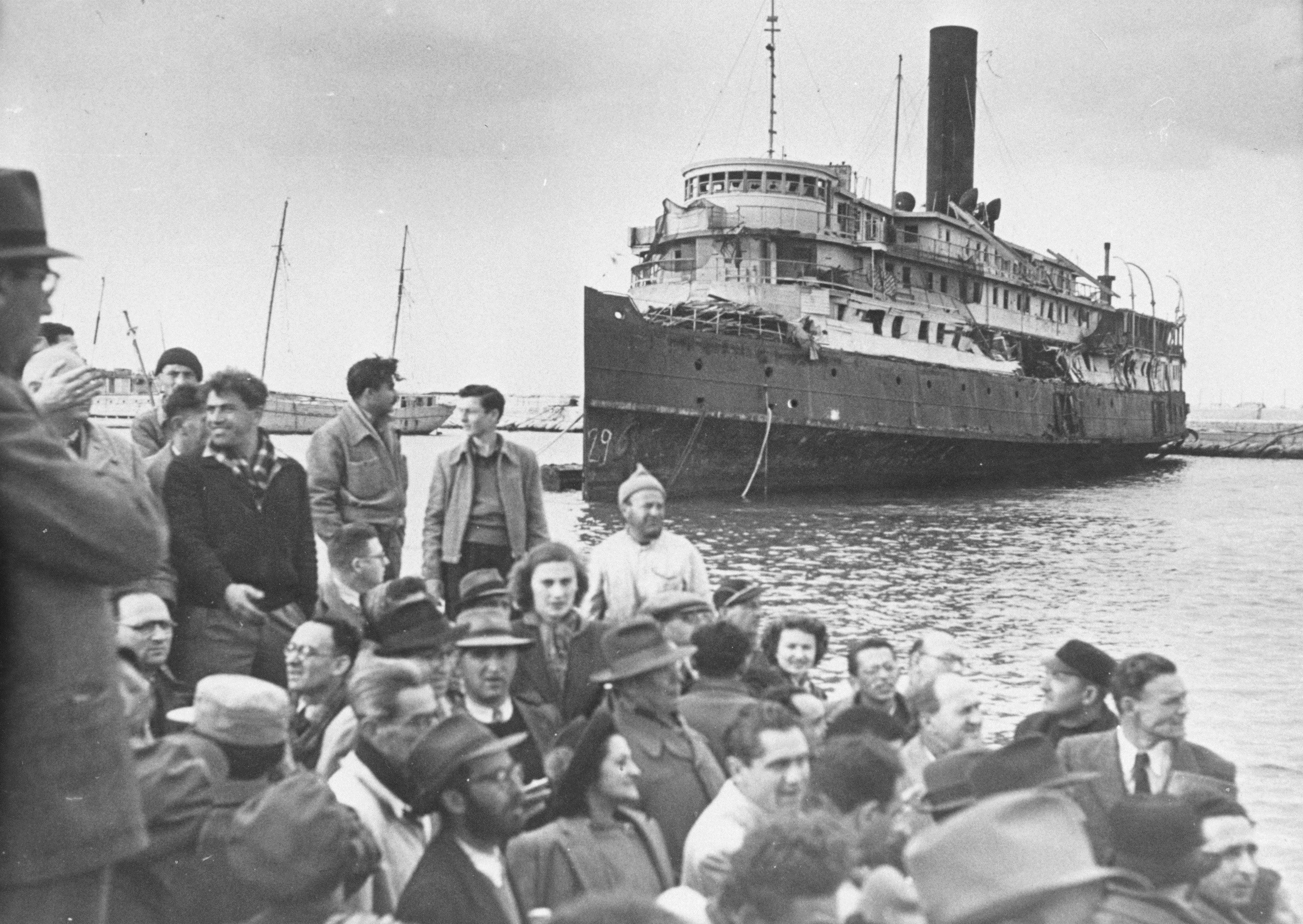
O Palmach, Imigração para Israel.

A Operação Yakhin foi uma operação para emigrar secretamente judeus marroquinos para Israel, conduzida pela Mossad de Israel entre novembro de 1961 e a primavera de 1964. Cerca de 97.000 pessoas partiram para Israel de avião e navio de Casablanca e Tânger via França e Itália.
A adesão de Hassan II em 26 de fevereiro de 1961 permitiu o início das negociações sobre um acordo secreto entre a divisão "Misgeret" da Mossad e as autoridades marroquinas (principalmente o príncipe Moulay Ali e o ministro do trabalho Abdelkader Benjelloun), juntamente com a organização americana HIAS. Um acordo econômico foi acertado entre Israel e Marrocos, com o acordo do primeiro-ministro israelense David Ben-Gurion e do rei Hassan II de Marrocos, pelo qual US$500.000 seriam pagos como entrada, mais US$100 por emigrante para os primeiros 50.000 judeus marroquinos, e depois, US$250 por emigrante. A operação também recebeu importante ajuda da Espanha franquista. No entanto, alguns judeus se estabeleceram na França, Canadá e Estados Unidos em vez de Israel. Marrocos recebeu "indenizações" pela perda dos judeus.
A operação foi liderada pela Hebrew Immigrant Aid Society, com sede em Nova York, que financiou aproximadamente US$50 milhões em custos. 

## Etimologia
O nome da operação Yachin era de origem bíblica - sendo o nome de um dos dois pilares centrais que sustentavam o Templo Sagrado construído em Jerusalém pelo rei Salomão, e uma vez que Israel considerava a imigração como um dos principais pilares que sustentavam a existência do Estado judeu.

## História
A comunidade judaica de Marrocos abrange quase 2.000 anos. Em 14 de maio de 1948 – o sultão Muhammad V de Marrocos fez um discurso no qual advertiu os judeus de seu país a não demonstrar "solidariedade com a agressão sionista", referindo-se à Declaração do estabelecimento do Estado de Israel e da guerra da Palestina de 1947-1949. Durante os motins antijudaicos em Oujda e Jerada, de 7 a 8 de junho de 1948, 44 judeus foram mortos nas cidades do nordeste marroquino de Ujda e Jerada. Este evento contribuiu para um aumento dramático na saída de judeus do Marrocos, a maioria deles para Israel. Se antes de Oujda e Jereda havia um fluxo de judeus partindo do Marrocos, depois a imigração se tornou ainda mais extensa. Durante o ano seguinte, 18.000 dos cerca de 250.000 judeus de Marrocos partiram para Israel. Entre 1948 e 1956, quando a emigração foi proibida, o número chegou a cerca de 110.000. Na época, o Marrocos abrigava a maior comunidade judaica do norte da África. Os temores de que a independência marroquina, que parecia cada vez mais provável no início da década de 1950, levaria à perseguição da comunidade judaica levou a uma onda inicial de migrantes. De 1948 a 1951, aproximadamente 28.000 judeus emigraram do Marrocos para Israel.
Após a independência marroquina do domínio colonial francês em 1956, todos os direitos e status foram conferidos à população judaica sob o reinado subsequente de Mohammed V. No entanto, a imigração para Israel continuou. Em 1959, sob pressão da Liga Árabe e diante do espectro do declínio contínuo da população judaica, a emigração para Israel foi proibida, estreitando as opções dos judeus para deixar o país. Apesar dos esforços de retenção, a imigração marroquina para Israel aumentou para aproximadamente 95.000 judeus no período de 1952 a 1960.
A proibição formal de emigração permaneceu em vigor apenas até fevereiro de 1961. Enquanto a proibição formal foi encerrada, Mohammed V manteve uma clara preferência pública de que a comunidade judaica permanecesse no Marrocos e impediu a ação estrangeira para facilitar ou incentivar a emigração. A partir de 1960, as autoridades israelenses envolveram autoridades marroquinas em discussões destinadas a negociar a facilitação da imigração judaica para Israel com a bênção oficial (ou, pelo menos, semi-oficial). Mesmo com a retirada da proibição desse movimento, essas conversas continuaram. Eventualmente, isso evoluiu para a Operação Yakhin.
Em 10 de janeiro de 1961, um pequeno barco chamado Egoz carregando 44 emigrantes judeus afundou na costa norte do Marrocos. Isto criou uma crise tanto para as autoridades marroquinas como para os grupos de ajuda externa responsáveis pela assistência aos refugiados.